# マックス・シェーラー

マックス・シェーラー

マックス・シェーラー（Max Scheler、1874年8月22日 - 1928年5月19日）は、ユダヤ系のドイツの哲学者である。ルドルフ・オイケンの門下生。哲学的人間学と知識社会の提唱者。初期現象学派の一人である。

## 生涯

### 誕生からギムナジウムまで
マックス・シェーラーは1874年8月22日に、ドイツ帝国バイエルン王国（現バイエルン州）の首都ミュンヘンで生まれた。父はゴットフリート・シェーラー。コーブルクの侯爵の農場管理人として働いていた。母はゾフィー・フュルター。ミュンヘンで生まれ育ったユダヤ人女性である。少年時代のシェーラーは、日曜日には母と伯父ヘルマンに連れられ、ユダヤ人会堂に礼拝に行った。母は敬虔なユダヤ教信者で、こうした儀礼をシェーラーに厳しく身につけさせた。
シェーラーがギムナジウムに入学する前に父ゴットフリートが亡くなってしまったため、生活を伯父のヘルマンに頼ることとなったが、シェーラーはこの伯父と相容れなかった。また、母が妹のマルチダを大事にせず虐げていたこともあり、家庭環境から逃れたいという気持ちが増していくようになった。この影響により、14歳の時にカトリックの洗礼を受けた。
この時期シェーラーは、もう一人の伯父であるエルンストと親交を深めるようになった。エルンストはドイツの非ユダヤ的文化になじもうとしていた人物で、シェーラーのユダヤ的な家庭から逃避しようとする態度を理解し、フリードリヒ・ニーチェの作品を紹介した。このことをきっかけに、ニーチェの作品に多く触れるようになったシェーラーは後年「カトリックのニーチェ」と言われるほどになった。
また、シェーラーは語学や数学は苦手であったが、自然科学の中でも生物学が好きになり、将来大学の医学部に進むことを考えていたが、進学を後押しし、この面でも心の支えとなっていたのはエルンストであった。

### 大学時代
シェーラーは、1893年 ミュンヘン大学の医学部に籍を置いたが、翌年には哲学と社会学を勉強するためベルリン大学に移籍した。ベルリン大学には当時、ディルタイ、シュトゥンプ、ジンメルなどがおり、彼らの講義から刺激を受けた。
1895年、シェーラーはイェーナに赴き、本格的に哲学の研究に邁進することになる。そこでは哲学のみならず、政治学・経済学・地理学を習得した。このイェーナにおいて、彼は当時イェーナ大学の教授であったルドルフ・オイケンの影響を強く受けた。それは、オイケンが新カント派の主知主義的傾向や当時流行の自然主義的傾向を批判して、精神の優位性を主張していたからである（「精神論的方法」という）。
シェーラーはオイケンからアウグスティヌスやパスカルの偉大さを知らされ、かつ精神の哲学を学び知った。この精神の優位の学説はシェーラーの晩年の哲学的人間学に至るまで一貫していく思想であった。
1897年、オイケンの指導の下に学位論文『論理的原理と倫理的原理との関係確定への寄与』を執筆し、学位を獲得した。この論文は、道徳的領域は感情や意欲の領域における良心と関係があり、合理的原理や理性に帰することはできないということを主張した論文である。この、道徳的問題を理性的な論理主義によってではなく、感情的な情緒主義から検討していこうとする立場は、その後の彼の著作においても展開されていく。
さらに、1899年に教授資格論文『超越論的方法と心理学的方法』を提出し、イェーナ大学の私講師となった。この論文も、オイケンの「精神論的方法」からの影響が強く、精神こそが人間の文化活動の様々な連関を可能ならしめるものであり、哲学は精神に関する学説でなければならないとするシェーラーの思想がよく表れている。

### 結婚遍歴と大学職への影響
ここからは、シェーラーの結婚遍歴を中心に人生概観を記述していく。
シェーラーは生涯のうちで3度結婚をしている。1人目の妻はアメリー・フォン・デヴィッツ、2人目はメリット・フルトヴェングラー、3人目はマリア・ショイである。このうち2人目のメリットは、指揮者ヴィルヘルム・フルトヴェングラーの妹である。
1人目の妻であるアメリーとの出会いは、シェーラーが1893年の大学入学前の夏休みにチロル地方を旅行した際、ブルーニコに滞在していた時であった。アメリーはシェーラーより8歳年上の既婚女性で一児もあったが、夫はモルヒネ中毒者のため別居中であった。
彼女はベルリンに居住していたが、1894年にシェーラーもベルリン大学に移籍しており、彼女と知り合い親しくなった時期と籍を移した時期が重なる。その年の暮れに彼女は別居中の夫と離婚し、シェーラーと暮らし始めた。
シェーラーが教授資格論文を提出し、イェーナで私講師を始める1899年10月、シェーラーとアメリーは入籍した。1905年には息子のヴォルフガングも生まれ、フッサールと面識を持ったのもこの頃であった。公私ともに幸せな生活を歩むことになるかに見えたが、そう簡単にはいかなかった。このアメリーは嫉妬深い神経質な女性で、シェーラーの周りに醜聞沙汰を引き起こした。
1906年、妻アメリーが、シェーラーと某出版社の夫人との関係を疑い、大学のパーティーに出席していた夫人を罵り、平手打ちする事件を起こした。このことが醜聞沙汰となり、1907年秋には住み慣れたイェーナの地を去らざるを得なくなった。
その年には故郷であるミュンヘンに移り、フッサールが、当時ミュンヘン大学で講師をしていたテオドール・リップスと知り合いであったこともあって推薦状をしたため、シェーラーはミュンヘン大学の私講師となった。ミュンヘンでは彼の学説の継承者でもあり、生涯の親友となったヒルデブラントと知り合った。この時期にヒルデブラントと共にミュンヘン学派に参加し、現象学的探求を深めていった。
順調に見えたミュンヘンでの生活であったが、妻アメリーの嫉妬深く、疑い深い性格から、彼女との仲違いはさらに増し、とうとう2人は別居せざるを得なくなった。嫌気のさしたシェーラーは1908年のある時期、アンナという女性とイタリア旅行に出かけ、彼女を妻と偽ってホテルに宿泊した。このことを知ったアメリーが激怒し、その嫉妬深い性格からミュンヘンの某新聞社の編集者に告げ口し、夫のシェーラーが自分たち妻子のことを顧みず、ある女性と情を通じ、その費用のために借金してばかりいるなどと訴えた。編集者はこれを大学教授のデカダンスを暴き立てる好材料として受け取り、公表した。
最初の記事ではシェーラーの名前は伏せられており、彼はこの記事と妻のしたことを黙殺しようと努めた。しかし、2度目はシェーラーの実名入りで記事が記され、ミュンヘン大学側も目をつむっていられない状況に陥った。このため、シェーラーは汚名返上するために新聞社の編集者を名誉棄損で告訴した。抗議に協力しようとした友人たちもいたが、新聞社側はシェーラーがイタリア旅行をした際のホテルの宿泊帳を入手しており、これが証拠物件として提出され、シェーラーは圧倒的に不利となった。こうしてシェーラーは敗訴し、編集者は無罪となった。
この醜聞沙汰に対し、ミュンヘン大学の審査委員会は聴聞会を開き、シェーラーに警告した。この聴聞会でのやり取りの中で疑いが晴れはしたが、ことがあまりにも大きくなり過ぎ、結局大学にはいられなくなった。こうして大学の審査委員会はついに1910年4月、シェーラーに免職を命じ、ドイツ国内の大学での教授資格をも剥奪した。
一方でこの醜聞沙汰のあった頃、シェーラーはヒルデブラントの紹介により、2人目の妻となるメリットと知り合っていた。2人は1909年の夏頃にはお互いに共鳴し合い、結婚を望むまでになった。
妻アメリーは離婚手続きの延期を図ろうとして、莫大な慰謝料をシェーラーに要求した。だが結局、アメリーはシェーラーを引き留めることはできず、1912年2月に離婚が成立し、12月にメリットと結婚した。
職と教授資格を失ったシェーラーは、1911年にゲッティンゲンに移住する。そこには前年に移ったヒルデブラントがおり、当時のゲッティンゲン大学はフッサールをはじめとした現象学の中心地となっていた。ヒルデブラントはシェーラーのために講義用のホールを借り、フッサールの学生たちにもシェーラーの個人講義を聴講するように促した。
1912年、シェーラーはフッサールの指導する現象学年報の4人の編集者の一人に選ばれるが、この頃からフッサールと考えが合わなくなり、生活も安定しないためベルリンへと移住した。ここから1919年に大学職に復帰するまで、シェーラーはフリーランスの学者・ジャーナリストとして活動し、『ルサンチマンと道徳的価値判断』（後に加筆して、『道徳の構造におけるルサンチマン』と改題）をはじめとする社会病理学関係の諸論文を著し、後にこれらが『価値の転倒』に収められた。その他にも『倫理学における形式主義と実質的価値倫理学』、『同情の本質と諸形式』などの代表的な著作を生み出した。

## 思想
晩年、カイゼルリンク伯の英知の学校で、「宇宙における人間の地位」と題する講演をし、そこで哲学的人間学という哲学的研究の新分野として提案した。彼によれば、現代はわたしたちが人間とは何かということを全く知らず、かつ、そのことを熟知している時代であるとされ、哲学的人間学は、人間が自身に抱く自意識の歴史について、現代その自意識が突然に増大し続けている事態を解釈するための学問とされる。この問題について、彼はその著書『人間と歴史』および『包括的人間学からの断章』において、人間の自己像の解釈を、「宗教的人間学」、「ホモ・サピエンス」、「ホモ・ファーベル」、「生の哲学における人間学」、「要請としての無神論における人間学」の五つに類型化し、それぞれに対して同等の現代的アクチュアリティを要求することによって答えようとした。
ここから、人間学研究のブームがドイツ語圏で始まった。人間学ないし哲学的人間学は、ドイツ系の民俗学ないしアングロサクソン系の文化人類学とは別の観点のものである。特に、これが受容されたのは教育学で、教育人間学という名称で、日本においても浸透を見せた。
シェーラーは形式倫理学ではなく、現象学的な実質的価値倫理学を説いた。反心理学的で超越論的である点で新カント派の価値哲学と共通するが、価値とは本質的に倫理学に属し、かつ、ただ妥当するものではなく、存在し、現に在るものだとする。これはニコライ・ハルトマンに影響を与えた。